# 고이시 다쓰오미
고이시 다쓰오미(일본어: 小石 龍臣 1977년 8월 22일 ~ )는 일본의 전 축구 선수이다.

## 구단 경력
과거 사간 도스에서 활동하였다.